# Coleophora bidens
Coleophora bidens é uma espécie de mariposa do gênero Coleophora pertencente à família Coleophoridae.